# 文翔凤
文翔鳳（1577年—1642年），字天瑞，號太青，陝西省西安府三水縣（今旬邑縣）人，軍籍，明朝官员、诗人。

## 生平
治诗经，行一，由學生中式庚子科（1600年）陕西鄉試五十二名舉人，萬曆三十八年（1610年）庚戌科会试中式四十名，第三甲第二百十名進士。兵部观政，授山東登州府萊陽縣知縣，四十一年調河南伊陽縣，四十三年調繁洛陽縣。万历四十四年（1616年）升南京禮部主事，四十六年调南京吏部，历升稽勲司郎中。泰昌元年（1520年）十月升山西布政使司右参议、提督学政，再升提学副使。天啓二年（1622年）八月升南京光祿寺少卿，五年十月被阉党弹劾，降三级调外任。

## 著作
著有《東極篇》及《文太青文集》二卷、《太微經》二十卷，均《四庫總目》並傳於世。

## 轶事
文翔鳳創造一種打馬遊戲朝京马，收錄於陶珽的《說郛續》。嘗自制五岳冠，並以五岳自號；亦稱東極。

## 家族
曾祖文官，選貢、贈中書舍人；祖文運開，冀州學正、封禮部主事；父文在中，庚午解元、甲戌進士、禮部主事；母趙氏（封安人）。具慶下，妻武氏，弟毓鳳（壬子舉人）；翽鳳；岐鳳；翀鳳；□鳳；起鳳；來鳳。子明會；明晉；明曅。